# 昇薈

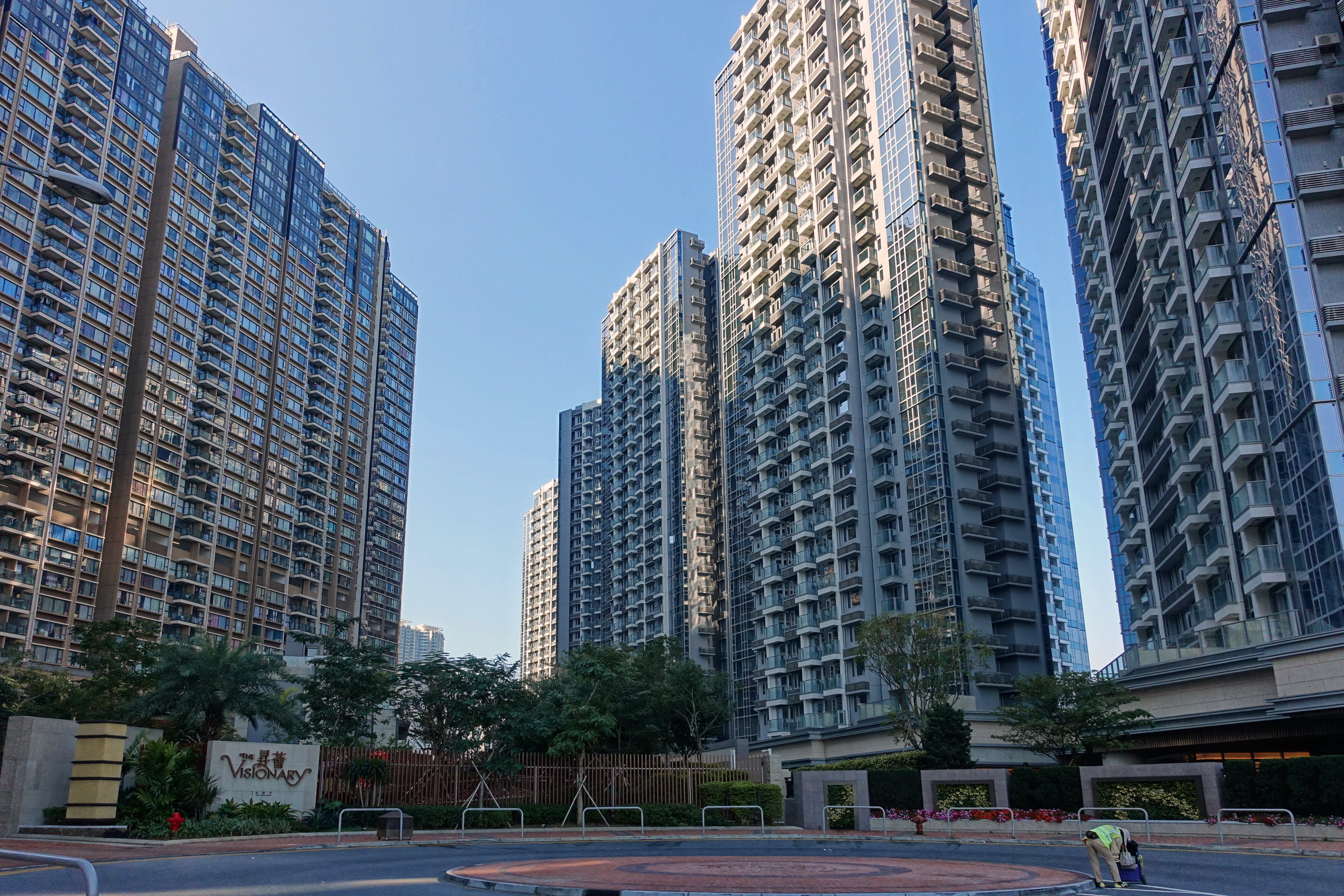
昇薈（左方）和東環（右方）

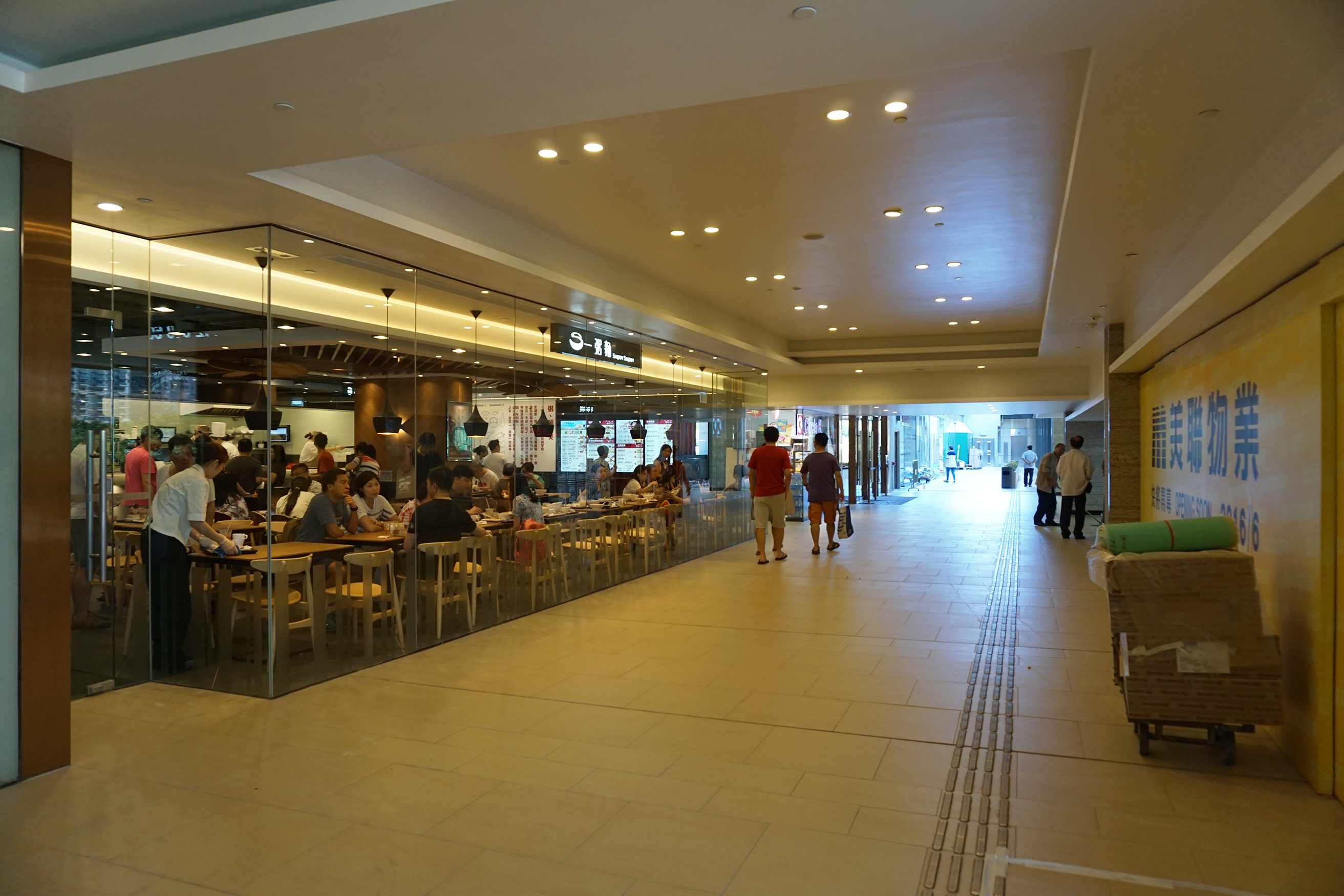
昇薈商場一粥麵、OK便利店及美聯物業

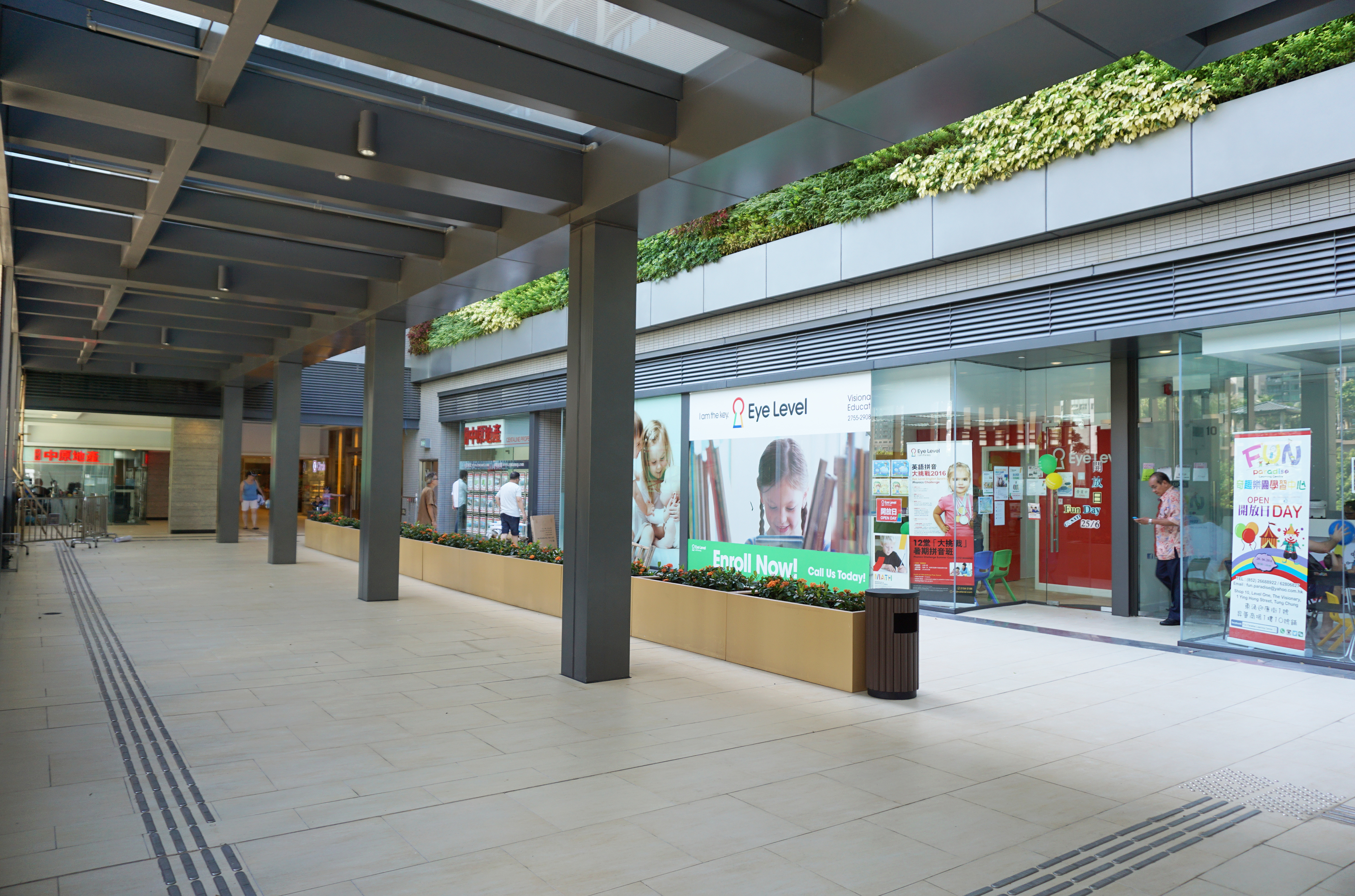
昇薈商場中原地產及教育中心

昇薈（英語：The Visionary），位於香港新界大嶼山東涌迎康街1號、迎東路1號、迎東路3號、迎東路5號，是南豐集團住宅項目，毗鄰東環、迎東邨、裕雅苑、映灣園、港珠澳大橋、屯門至赤鱲角連接路及擬建的東涌東站。物業由呂元祥建築師事務所設計，為東涌填海新發展區首個入伙屋苑，於2016年3月入伙。管理費每呎約3.83元。

## 單位
屋苑由9座分層、3間複式大宅及6座洋房組成，共1,419伙單位。面積433至1,433方呎，間隔一至四房，頂層設複式及相連特色戶，面積917至2,346方呎。6座洋房洋房以孖屋設計，樓高3層，面積2,529至2,530方呎。花園設於屋前及側旁，設私家泳池。

## 設施
會所「Visionnaire Club」樓高4層，佔地89,029平方呎，提供逾30項設施。包括50米戶外泳池及25米恒溫泳池，附設按摩水療室。健身中心約4,000方呎，劃分為不同的主題空間，包括健身室、器械區及瑜伽或舞蹈室，並設Synrgy360全功能訓練系統。會所亦設多個兒童玩樂空間，包括遊樂區、鋼琴室、表演廳及兒童圖書館。其他設施包括室內運動場、保齡球場、舞蹈室、音樂室、卡拉OK室及宴會廳等。
會所頂層設兩間董事屋，室內面積各約2,500及4,000方呎，均有露天按摩池，較大一間有麻雀房、桌球枱及卡拉OK房等消閒設施，可廣宴親友到來舉行派對。
另外公用花園室內外面積達136,037方呎，項目與社會企業「Green Monday」合作，設種植園地。
停車場設於地庫、地下及地下上層，共有697個住客車位，平均每2戶爭1個車位。

## 商場
商場面積佔地28,202方呎以商舖為主，包括便利店Circle K、超級市場Market Place by Jasons、快餐店一粥麵、髮廊、美容中心、診所及教育中心，以及佔地逾14,000平方呎英基國際幼稚園。
2017年11月，昇薈商場以4.01億港元易手，新買家為亞洲寶星有限公司。

## 交通
屋苑設有邨巴接駁至港鐵東涌站。屋苑設24小時行人天橋，往映灣園、藍天海岸及東薈城等。

## 宣傳
昇薈於2013年11月開售時以全長約兩分半的《三人行》為電視廣告背景音樂。由詩詩、劉天蘭、林子祥主唱。帶出置業選擇對孩子的將來舉足輕重。另一段電視廣告以Monkey仔為主題。到2016年3月開售剩餘單位時設Zoie Lam設計的「The Future Is Live Now」流動藝術專驅。

## 建築圖像

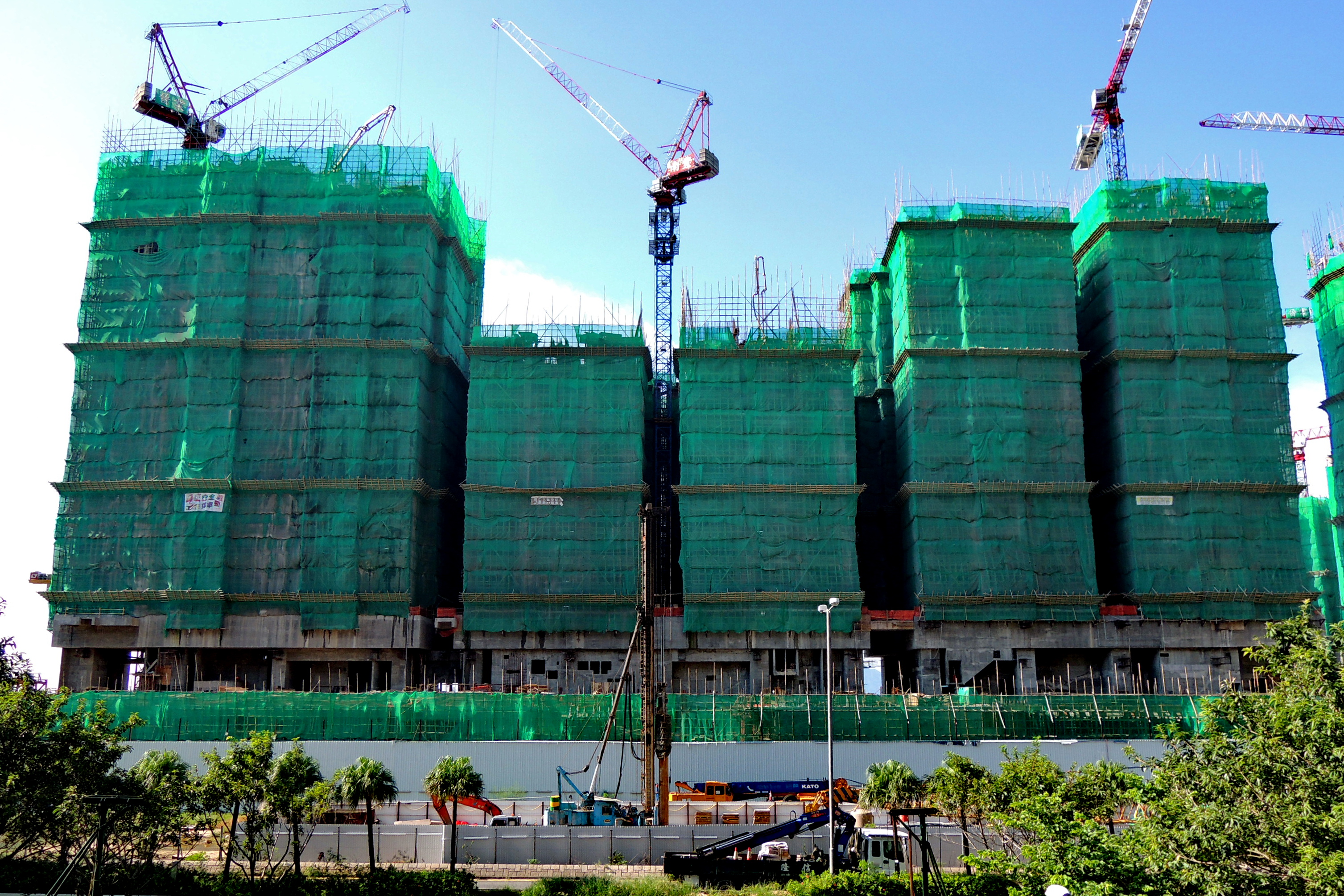
2013年8月
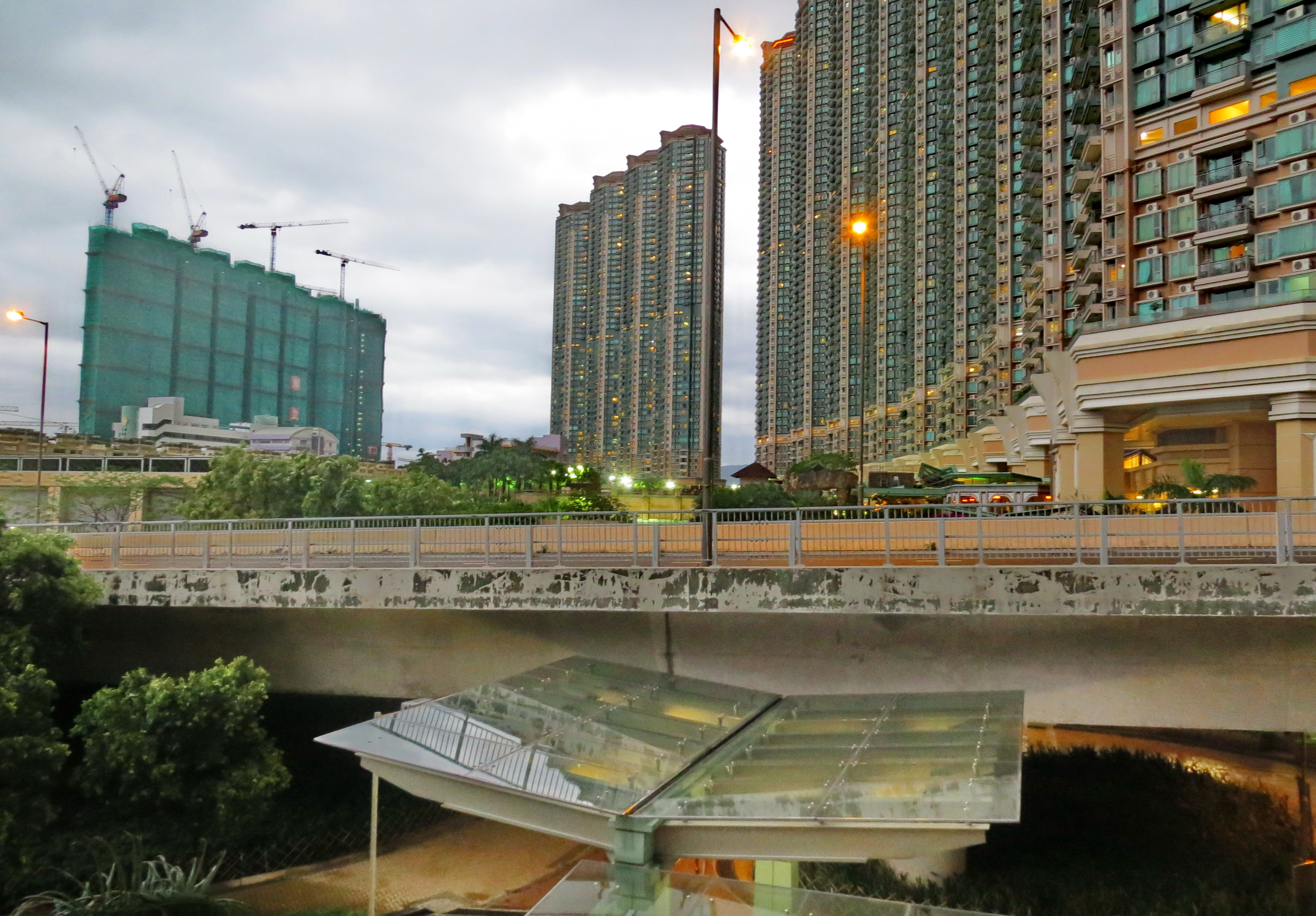
2014年5月（圖左方）
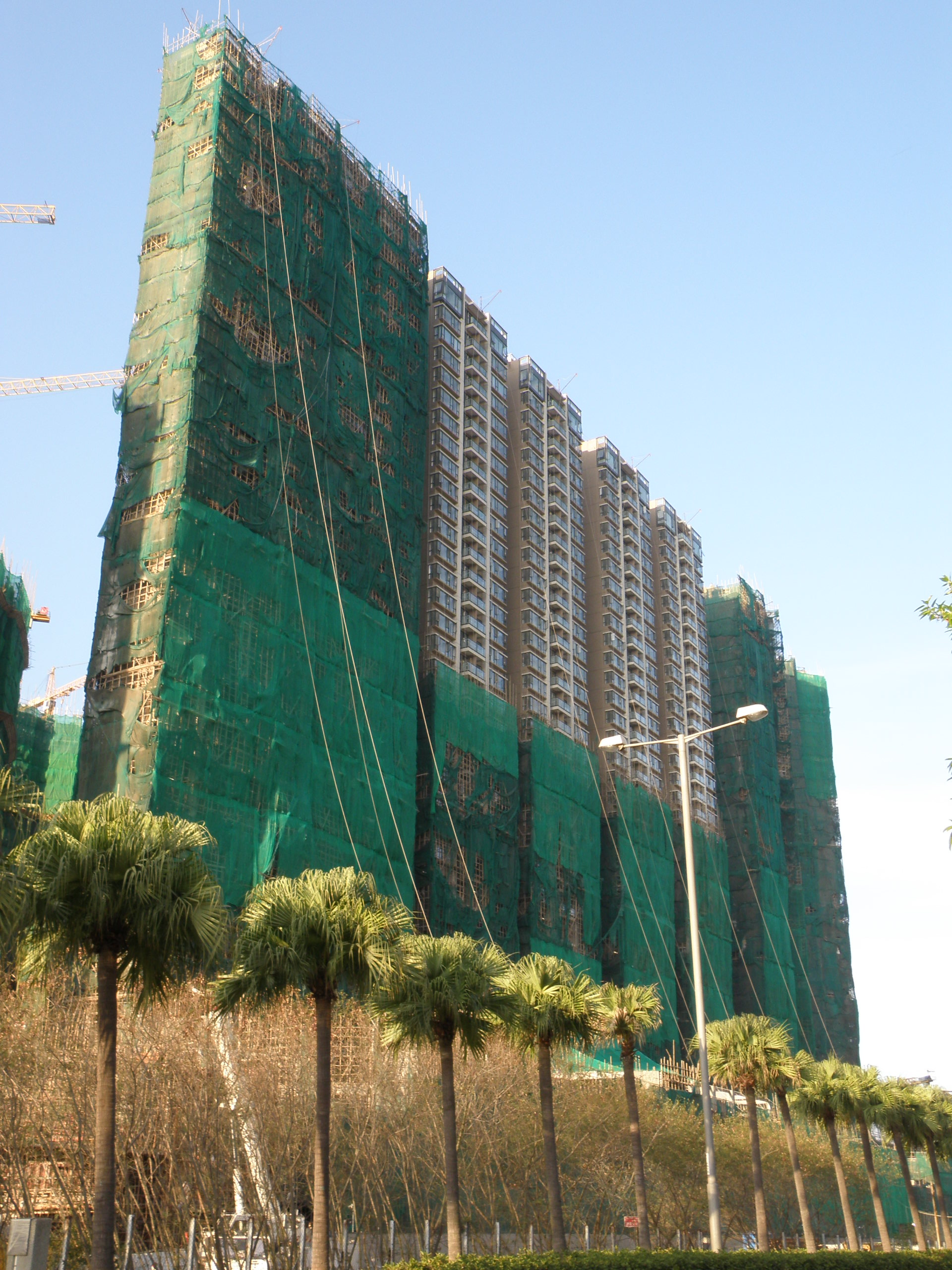
2015年3月

## 外部連結
- 昇薈官方網站 （页面存档备份，存于）